# おしゃべりハウス
『おしゃべりハウス』は、1991年4月1日から2015年3月27日まで、青森テレビで放送されていたローカル情報番組。

## 概要
月曜 - 金曜の10:00 - 10:55に放送（祝日には休止）。
『ATVホームミラー』からの流れを汲むローカル番組で、開始当初や一時期は番組名に『- 1100』や『- 1050』が付けられていた。
オープニングテーマ曲は番組開始から一貫して、吉川洋一郎のアルバム『太陽のまつげ（Eyelashes of the Sun）』に収録されている『CORUS』が使用された。
2006年6月26日からはハイビジョン制作を行っていた。
番組のマスコットキャラクターは、「おしゃべり」にひっかけて名前が「ピーチくん」と「パーチくん」（いずれも、モチーフは鳥）である。
2015年4月6日から夕方のワイド番組『わっち!!』が新設されることに伴い、番組は同年3月27日をもって終了。24年間の歴史に終止符を打った。

## 出演者

### 最終回時点

#### 司会
月 - 木曜（2014年3月31日 - 2015年3月26日）
- 河村庸市（ATVアナウンサー）

金曜（2012年4月6日 - 2015年3月27日）
- 黒石八郎[注釈 1]

月 - 火曜（2012年7月2日 - 2015年3月24日）
- 井手麻実（ATVアナウンサー）

水 - 金曜（2012年7月4日 - 2015年3月27日）
- 加藤由里子（ATVアナウンサー）
  - 黒石と加藤は続投（黒石は番組開始時から出演）。加藤は、金曜日のみの担当から水曜 - 金曜の担当に変わった。また黒石は、前身番組である『ATVホームミラー』の金曜版『ATVホームミラー・ウィークエンド90分』でも担当コーナーを持っていた。

#### その他
月 - 金曜（カラダプラス、週単位で交代、VTR出演）
- 安斉香（ヨガインストラクター）
- 花澤朋宏（スポーツインストラクター）

月曜
- けんずろう（昼まで待てない）

火曜
- 楠美翔子（おでかけ天国）
- 工藤綾乃（同上）
- 佐藤香（ATVアナウンサー）（同上）
- 遠藤ゆかり（ミラクルキッチン、週単位で交代・料理研究家）
- 伊川佳孝（ミラクルキッチン、週単位で交代・中国料理広州）
- 高杉圭之輔（ミラクルキッチン、週単位で交代・イタリアンダイニングkei）

水曜
- ささきまこと（まこちゃんとゆかいな仲間たち、三上まこと役など）
- 工藤佳子（同上、姉よしこ役）
- 米坂恵子（米ちゃんのおもしぇ山歩き）

木曜
- 千葉美佳（おしゃべり検定解答者／ショップさ〜ふぃんネオ）
- けんずろう（けんずろうのOHじゃまします）

金曜
- 横山ひでき（スクープ最前線→昼待て→お出かけ天国→出張応援隊）
- 千葉美佳（おしゃべりShopping、2010年4月 - ）
  - 河村と千葉は、実質の後継番組『金曜マルシェ』を担当する。さらに河村は、『わっち!!』のリポーターも担当する。

### 過去
- 吉田登（初代司会、元・NHKアナウンサー、現：セミナー青森主任講師）
- 内田徳男（合気道青森道場・師範）（徳さんの健康体操）
- 竹縄愛美（GEOフィットネスインストラクター）（金曜シェイプアップ・ニューヨークへ留学のため、2010年3月12日まで。）
- 柳瀬若菜（情報らんど内のイオンモールつがる柏からの中継リポーター、2010年11月 - 2011年3月不定期、元青森朝日放送・元青森放送アナウンサー）
- 蒔苗志野（振付師・生涯学習インストラクター）（まなボー!あそボー!、不定期でちょこっとエクササイズにも助っ人で登場）
- 石坂直子（2010年9月24日 - 2012年3月30日、金曜担当）
- 乗田夏子（ - 2012年9月27日、きょうも佐藤夫妻、水曜[2]）
- 野呂浩子（管理栄養士）（浩子先生のカンタンお料理）
- キューティーブロンズ（現在は[いつ?]『わっち!!』に出演中。）
- 天間琴美（健康運動指導士）（まいにちちょこっとエクササイズ・VTR出演・ - 2014年3月28日、2010年3月までのおしゃべりエクササイズでは隔週・週1回の生出演）

以下は、ATVアナウンサー（出演当時）
- 川口浩一（1992年4月2日から2001年9月27日までは司会[注釈 2]、2007年から2008年6月までは「川ちゃんのおしゃべりショッピング」、2009年6月から2011年3月まで第1月曜「昼まて番外編・料理人のクチコミ」と金曜「情報らんど」のナレーションをそれぞれ担当した。）
- 福士珠美（初代司会・現：あおもり藍ブルーリングプロジェクト代表）
- 鎌田光
- 稲葉繭子（降板後、2007年6月下旬に『いいでば!英語塾』のDVD発売告知で、久々に当番組に出演した）
- 鎌田裕一
- 小浜英博（2004年3月まで担当）
- 田中栄子（2005年3月まで担当）
- 中村藍（2005年4月 - 6月）
- 田中珠紀（2005年4月 - 2006年3月）
- 竹内夕己美（2006年3月27日 - 2007年3月2日）
- 横田光幸（「よこたチェック」担当）
- 駒井亜由美（2007年3月5日 - 2009年3月27日）
- 小川功二（おでかけ天国 / おしゃべりショッピング担当、2009年3月まで。）
  - 駒井と小川は、夕方の『ATVニュースワイド』担当に伴う降板[独自研究?]。
- 安藤あや菜（2009年4月3日 - 5月29日、金曜担当）※現在も[いつ?]不定期で登場することがある。
- 小林祐太（金曜の「おしゃべりショッピング」を担当、2010年3月26日まで。）
- 斉藤彩（2009年6月5日 - 2010年9月17日、産休に伴い降板。ただし、産休明け以降2012年2月2日の放送では、前日の大雪による国道279号通行止めの影響で池田がスタジオに来られなかったため、急遽ピンチヒッターを担当した。）

など
- 池田麻美（- 2012年6月28日）
  - 池田は金曜の「LOWSONの達人」から実質レギュラー昇格。なお、「LOWSONの達人」は2011年9月まで継続されていたため、池田は実質週通しで番組出演していた。産休のために降板[3]。
- 津田禎（2009年3月30日 - 2014年3月27日、月曜 - 木曜担当・番組プロデューサーを担当する為降板。）※安藤同様、不定期に出演することがある。なお、ATVアナウンサーのMCとしては、最も長い期間担当した。

## 主なコーナー
- 天気予報（青森・弘前・八戸3市のお天気カメラリレー）
- おしゃべりランキング・今日のいちおし
- 情報らんど
- カラダ (karada) プラス
- おしゃべり伝言板
- 今日の改運占い（監修・高島怜明）
- 曜日別のコーナー
  - 月曜日
    - ドンキランキン・グ〜（協力・ドン・キホーテ）
      - 月1回、後半のコーナーで「ドンキ拡大版」と題し、ドンキの店員がおすすめ商品を紹介することがある。

    - けんずろうの昼まで待てない！[注釈 3]
    - マエダお買い得情報（2009年3月までは月曜「ランキング」に協力していた）●
    - こんにちは、県庁です。（青森県の広報コーナー、2014年4月 - ）

  - 火曜日
    - BOOKSランキング（協力・成田本店）
    - おでかけ天国（県内のおすすめスポットや、旅行会社・プラスワンツアーならびにリクルート社発行の「東北じゃらん」おすすめの県内や東北地方の温泉宿を紹介[注釈 4]。
    - ミラクルキッチン
    - アポなし（2014年4月から）
    - ムービーパラダイス（隔週）●

  - 水曜日
    - CDランキング＆いちおしCD（協力・県内のレコード店・2007年3月までは青森市・音楽堂新町店の協力だった）
    - まこちゃんとゆかいな仲間たち（2012年10月から）
    - 生涯学習ミニ情報
    - 米ちゃんのおもしぇ山歩き
    - でるカメ

  - 木曜日
    - おしゃべり検定（2008年7月から2009年3月までは火曜日の放送）
    - 知恵プチ
    - ショップ・さ〜ふぃんネオ
    - ばんせん（改編期、TBS系新番組などを紹介）
    - おしゃべりビューティー
    - けんずろうのOHじゃまします

  - 金曜日
    - サンワドーランキング
    - ひできの出張応援隊（2006年3月31日までの「ハチロー出張応援隊」に代わって、同年4月7日よりコーナー開始）※
    - おしゃべりShopping[注釈 5]なお、不定期で週末を中心に「番外編」として独立番組で放送される場合がある。

（※印のコーナーは、2005年3月までの最終金曜日にはつがる市（旧・西津軽郡柏村）のイオン柏ショッピングセンターからの（生）中継を実施していた）
- その他
  - 中三（青森店・弘前店）やさくら野百貨店青森店で大きな物産展などが開催される時には、冒頭のコーナーが、物産展などの生中継に差し替えられる。
  - ●印のコーナーは、コーナー名を変更した上で、事実上の後継番組『金曜マルシェ』でも放送される。

### 終了したコーナー
- パワフルかわぜん10万円はどこだ?（2008年6月24日までの火曜日）
- 朝刊Check!（東奥日報・陸奥新報・デーリー東北の紙面を紹介） / 新聞休刊日は生中継!（別企画あるいはコーナー枠休止の時あり。また通常の発刊日でオープニングにゲストを迎える時も休止となる場合があった - 2009年3月27日まで）
- 徳さんの健康体操（隔週金曜）
- 金曜シェイプアップ （隔週金曜・2010年3月12日まで）
- おしゃべりエクササイズ（2007年12月 - 2010年3月、2007年11月まで隔週金曜、以後は隔週月曜の放送だった）
- 麻美のファッション先どりチェック「あさどり」
- シリーズ「つくる」（「べじたぼー日記」など）
  - 「べじたぼー日記」は2010年4月3日から、『いいでば!英語塾』打ち切りに伴う後番組として毎週土曜12:54 - 13:00に独立番組で放送されている。
- 昼まて番外編・料理人のクチコミ（2009年6月 - 2011年3月、月曜第1週）
- おしゃべりビタミン（金曜・2001年 - 2011年4月8日 なお、翌週以降は出演者はそのままで内容が変わる。）
- フライデーえとせとら（金曜週替わり企画）
  - 「けんずろうの四畳半スタジオ」（中継）・園芸コーナー「花金」・メイクアップ講座・「イケてる!温泉物語」などを放送。
  - なお、メイクアップのコーナーはかつて毎月最終金曜日に放送された「らくてんスタジオ」内で、その後当番組で最終火曜日にそれぞれ「How to ビューティ」として、同じ出演者（講師）にて放送された。なお、上述の通り、2013年4月からは「おしゃべりビューティー」として、メイクアップのコーナーが復活した。
- おしゃべりランキング・コンビニ売れ筋・LOWSONの達人（協力・LAWSON、金曜・2011年9月まで）
- まなボー！あそボー!!（月曜隔週）
- クリッパー・ザ・フラッシュ（月曜・2012年3月26日まで）
- ドンキランキング（同上）
- きょうも佐藤夫妻（水曜・2012年9月27日まで、2010年3月までは「おしゃべり伝言板」に内包、4月から単独コーナー化）
  -     - 夫婦間の面白いやりとりを、ささきまことが演じる「佐藤まこと」と乗田夏子が演じる「佐藤チネ」の寸劇で紹介する。新商品の紹介などをする場合もある。なお、2011年3月30日の放送は、過去に放送した内容の一部を放送した。
- けんずろうの四畳半スタジオ（水曜・月1回、2011年4月より金曜日から移動）
- 浩子先生のカンタンお料理
- 教えて☆キューティーブロンズ（月曜・2013年3月25日まで）
- ささきまことの楽しくお得に!!バスでまちめぐり[水曜日、http://www.atv.jp/program/bus_machimeguri/]（月2回隔週放送）
- 水曜工房（2011年4月から、「水曜コフレ」より改題）
- まいにちちょこっとエクササイズ（2010年4月 - 2014年3月28日、「情報らんど」の後半前に放送されることが多い）

## BGM
- お出かけ天国…『THE LOVE PARADE』（演者：小山田圭吾）
- おしゃべりビタミン→浩子先生のカンタンお料理…『男と女』（演者不明）
- まいにちちょこっとエクササイズ…『ハッスル』（ヴァン・マッコイ）